# Montelíbano
Montelíbano è un comune della Colombia facente parte del dipartimento di Córdoba.
Il centro abitato venne fondato da Anastasio Sierra Palmett nel 1863, mentre l'istituzione del comune è dell'11 aprile 1953.